# Файек Абдул-Джалил

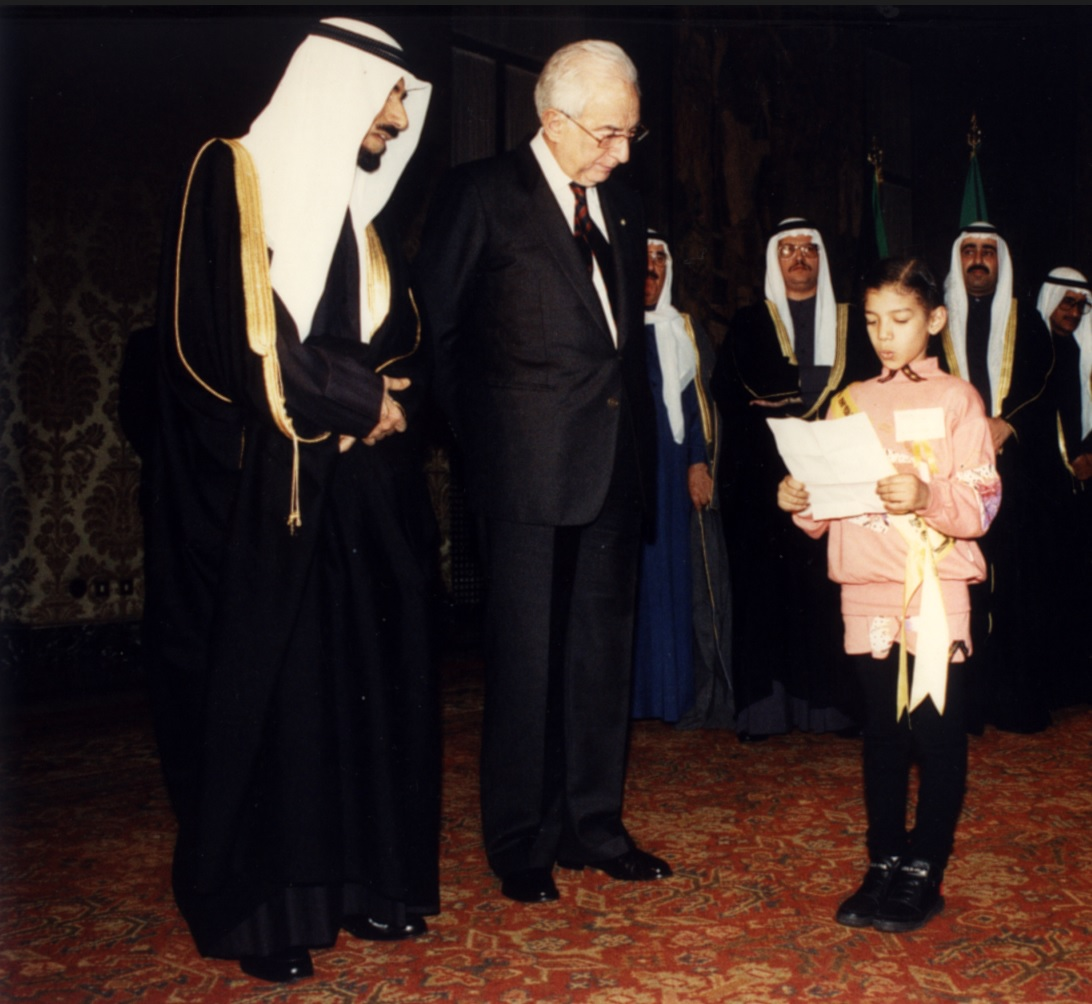
Дочь поэта Сара аль-Аядхи на встрече с Михаилом Горбачевым

Файек Мохаммед аль-Аядхи (на арабском языке: فائق محمد علي العياضي) (родился 5 мая 1948 года), наиболее широко известный под псевдонимом Файек Абдул-Джалил (на арабском языке: فائق عبدالجليل), был выдающимся кувейтским стихотворцем, драматургом и поэтом-песенником, чье творчество широко известно во всем арабском мире. Он был захвачен иракскими войсками во время их вторжения в Кувейт в 1990 году и являлся самой известной личностью среди более чем шестисот подданных Кувейта, которые содержались в качестве военнопленных правительством Саддама Хусейна. Члены его семьи и друзья более не имели возможности увидеться с ним до тех пор, пока его останки не были обнаружены в 2004 году в пустыне на территории Ирака. Точное время его смерти, а также обстоятельства, при которых она наступила, до сих пор остаются загадкой.

## Жизнь и деятельность
Файек Абдул-Джалил родился в городе Эль-Кувейт и работал маляром до тех пор, пока в возрасте 19 лет не приобрел известность благодаря своему сборнику стихотворений под названием «Васмия и стебли детства» (1967). В дальнейшем он опубликовал еще несколько стихотворных сборников, а также написал тексты к нескольким песням, ставшим популярными в арабском мире. Он работал совместно с такими певцами, как Мохаммед Абду (песня «Абаад, Лайла, Лайла, ФилджамГхайм»), Талал Мадда и Абу Бакр Салем, а также с другими известными исполнителями. Кроме этого, он написал несколько пьес, которые были поставлены на его родине, включая первую в истории Кувейта пьесу для театра кукол (1974), а также работал в администрации Национальной театра Кувейта. Его авторский стиль характеризовался использованием формального литературного арабского языка в смешении с региональным разговорным диалектом. Он считал поэзию политическим
инструментом, который можно использовать в качестве движущей силы для начала
социальных изменений. В одном из своих стихотворений, написанных в 1968 году, он писал: «Поэзия – это зернышко пшеницы, которое попадает во все печи и пекарни, чтобы накормить весь мир». В его поэзии также
нашла отражение глубокая привязанность к Кувейту и предчувствие в отношении его собственной выдающейся судьбы, что дало основания для сравнения Абдул-Джалила с великим поэтом времен Гражданской войны в Испании – Федерико Гарсиа Лоркой.
Для того чтобы заработать на жизнь, Абдул-Джалил работал в муниципалитете города Эль-Кувейт, а также выступал активным поборником искусств, трудясь в Министерстве информации Кувейта, и с этой миссией часто совершал путешествия по всему арабскому миру. Он также руководил собственным рекламным агентством. В 1967 году Абдул-Джалил женился на своей двоюродной сестре Салме Аль-Абди, с которой у них родилось пятеро детей: Гадах (родился в 1971 году), Фарес (1972), Раджа (1978), Сара (1983) и Ноуф (1985).

## Вторжение Ирака в Кувейт
Во время неожиданного вторжения иракских вооруженных сил в Кувейт 2 августа 1990 года Абдул-Джалил находился в Эль-Кувейте вместе со своей супругой и четырехлетней дочерью Ноуф. Он предпринял очень рискованный шаг, решившись переправить жену и дочь на машине через границу с Саудовской Аравией, проходившую в пустыне, но сам не бежал с ними, объяснив это тем, что хочет уладить некоторые дела перед воссоединением с семьей за пределами страны. В конце концов, он не нашел в себе сил покинуть родину, как он объяснял в своем письме, обнаруженном в кухонном столе в его семейном доме после окончания войны в Персидском заливе 1991 года. Вместо этого он присоединился к свободному движению народного сопротивления вместе с горсткой друзей и коллег-музыкантов. Они совместно сочиняли поэмы и записывали музыку, чтобы придать
храбрости населению Кувейта в его борьбе против захватчиков. Ими была организована целая локальная система, в которую была вовлечена группа женщин, переносивших записанные кассеты из одного дома в другой, пряча их в складках абайи.
Однако они стали жертвами собственного успеха. В Кувейте так много говорили об этих поэмах и песнях, что иракские войска узнали о них, выяснили, кто ответственен за их написание и распространение, и 3 января 1991 года многие из их авторов были арестованы.
Стихотворение «Мы остаемся кувейтцами»
Мы остаемся кувейтцами
Мы остаемся… Мы остаемся кувейтцами,
Мы умираем и живем кувейтцами,
Без номеров и без бензина,
Без общества… Без продовольствия,
Чтобы вдохновить патриотов.
И мы остаемся… Мы остаемся кувейтцами.

## Последнее письмо Абдул-Джалила к жене[9]
Дорогая мать Фареса,
Приветствую.. Люблю.. Ценю.. Тебя и детей..
Я надеюсь, ты сохраняешь ту же стойкость в своем изгнании, какую я сохраняю, оставаясь дома.
Сегодня пятница, четыре часа утра, я сижу в своей спальне под абажуром включенной лампы, который постоянно задевает мою голову.
Я обещал тебе, что уеду из Кувейта в четверг. Я сидел и ходил, прокручивая в голове мысли, которых становилось все больше, и вдруг мне в голову пришла одна идея. Идея стойкости…
Я осознал, что, если я останусь в Кувейте, это придаст мне стойкости, сил и твердости, но то, что я остаюсь, не означает, что я не нуждаюсь в тебе. Ты мне нужна больше всего на свете.. Но Кувейт отчаянно нуждается во мне…
Исполняй свой долг перед родиной в изгнании так хорошо, как только можешь. И делай все, что можешь, для наших братьев из Кувейта. До тех пор, пока не наступит момент радости.

## Усилия, направленные на освобождение поэта и кувейтских пленных
После своего освобождения Кувейтом под руководством эмира, шейха Джабера аль-Ахмеда аль-Джабера аль-Сабаха, был предпринят ряд мер на высшем международном уровне, в рамках которых шейх сопровождал Сару, дочь плененного поэта, в ее международных поездках[i]. На встречах с главами государств Сара зачитывала письмо, содержащее просьбу о помощи в освобождении кувейтских пленников в Ираке, среди которых был и ее отец.  В 1991 году Сара в присутствии шейха Кувейта встретилась в Кремле с Президентом СССР Михаилом Сергеевичем Горбачевым и просила помочь вызволить ее отца из иракского плена.

## Письмо, написанное поэтом в тюрьме
В 2000 году власти Кувейта обнаружили неоднозначное письмо, написанное почерком поэта Файека Абдул-Джалила, которое было получено мавританской писательницей, приглашенной в Ирак на конференцию, посвященную культуре. Неизвестный человек (предположительно сотрудник одного из подразделений Специального агентства безопасности Кусея Саддама Хусейна) явился к ней с этим письмом для его последующей передачи дипломатической миссии Кувейта, расположенной в столице Мавритании (Нуакшоте).Детали этой истории упоминались в телевизионном интервью со официальным лицом, в то время
занимавшимся делами кувейтских заключенных в Министерстве внутренних дел.
Текст письма
Я поэт Файек Абдул-Джалил, нахожусь в Басре, но не знаю точного места и времени. Я забыл, как писать, читать, забыл поэзию, птиц и детей.
Мой поклон Радже, Фаресу и девочкам… Там ли мать Фареса?
Я был болен, власти Ирака обращались со мной хорошо, но я чувствую себя отчужденным,  одиноким и разочарованным.
Отправьте новости в Кувейт.
Отправьте новости Низару Каббани… Я совсем забыл поэзию… Я здесь, но где же я?
Писать письма мне помогала эта мавританская женщина, чье имя я не могу назвать. Напишите мне обо всех новостях.
Я Файек… Я Файек… Я Файек…
Там ли Раджа? Там ли Фарес?
Кувейт – все еще Кувейт или уже нет?

## Работы, вдохновленные его поэзией[12]
Многие люди были глубоко вдохновлены поэзией и песнями Файека Абдул-Джалила, среди них:
1) Песня «Мы остаемся кувейтцами» стала первой кувейтской оперной песней, в которой отразилась огромная любовь Абдул-Джалила к своей стране. Она была вдохновлена стихотворением, которое он написал во время оккупации Кувейта иракскими войсками («Мы остаемся кувейтцами»), и стала частью оперы «Дейра», поставленной под покровительством Его величества шейха Сабаха аль-Ахмеда аль-Джабера ас-Сабаха, эмира Кувейта. Эта опера была впервые представлена публике в 2015 году во дворце эмира Кувейта при Бюро по делам мучеников через много лет после заключения и убийства Абдул-Джалила.                                                                                               
2) В 2000 году доктор Сулейман аль-Деган написал музыку, находясь под впечатлением от стихотворения «Восстанавливая жизнь», которое является частью сборника «История моего молчания».

## Награды поэта

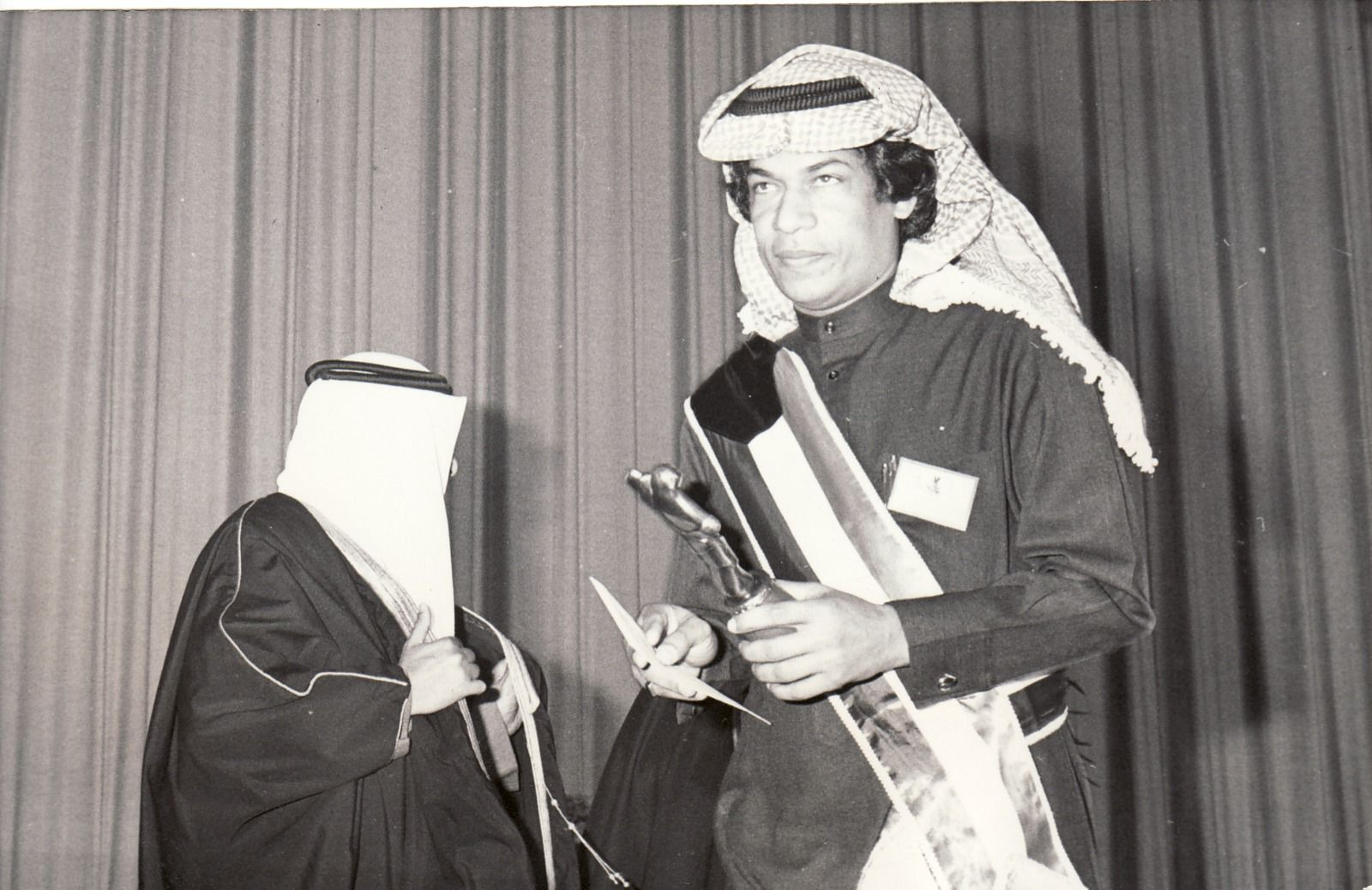
Награждение поэта на Дне арабского театра в 1977 году

1) Награждение Абдул-Джалила как театрального деятеля на Дне арабского театра в Кувейте, проводимом под покровительстве шейха Салема Сабаха аль-Салема аль-Сабаха, 1977 год.
2) Награда Кувейтской театральной труппы за вклад в развитие Кувейтского театрального искусства, 2003 год.
3) Награждение на 10 сессии Национальной конференции «В Кувейте мы начинаем и в Кувейте заканчиваем», 2013 год.
4) Награждение на 21 культурном фестивале в Курейне, проведенном при содействии Национального совета по культуре, искусству и литературе, Кувейт, 2015 год.

## Тюремное заключение и смерть

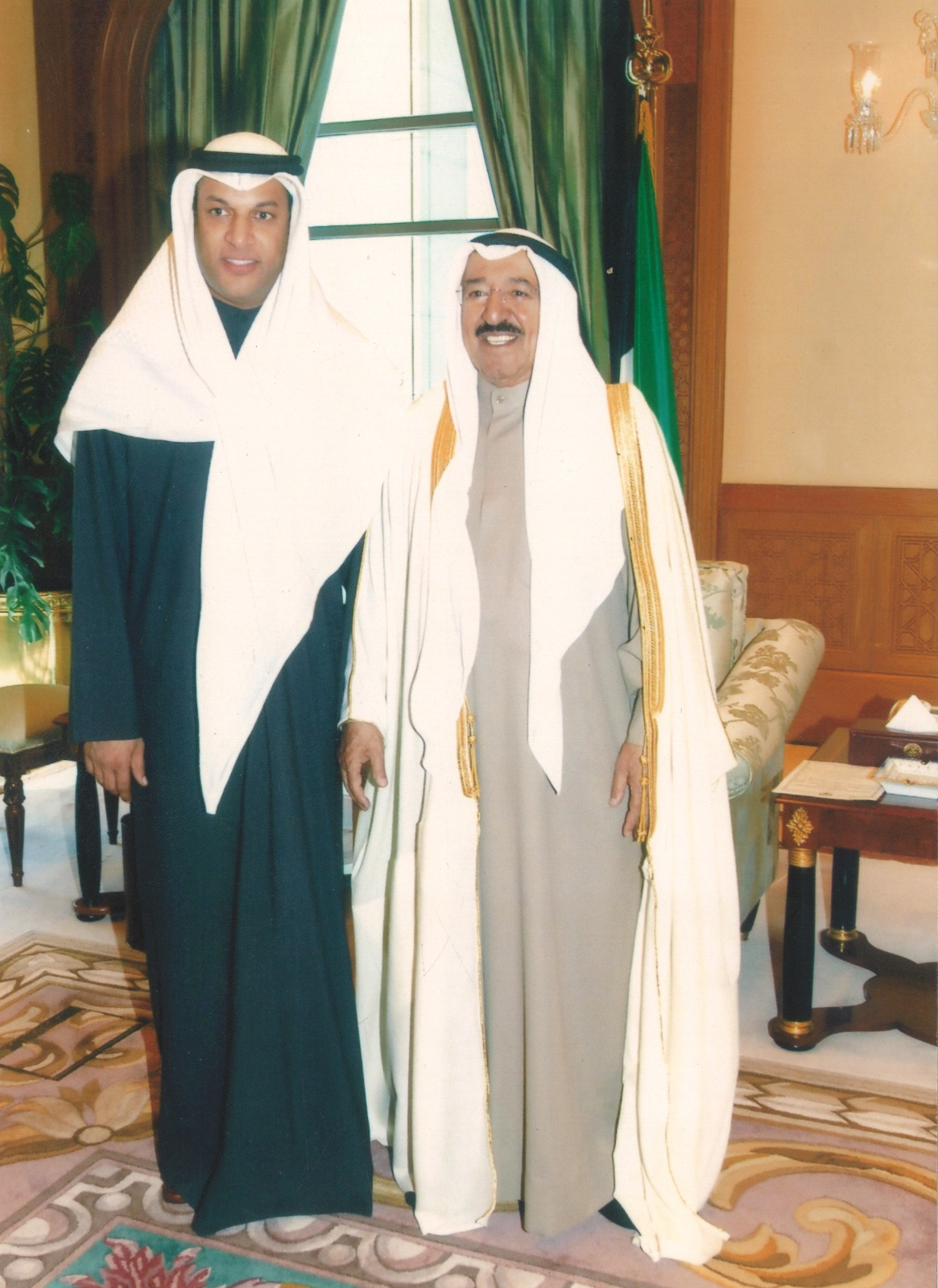
Фарес аль-Аядхи, единственный сын поэта, на встрече с эмиром Кувейта шейхом Сабахом аль-Ахмедом аль-Джабером ас-Сабахом, посвященной памяти его отца-мученика, во Дворце Сейф в 2012 году

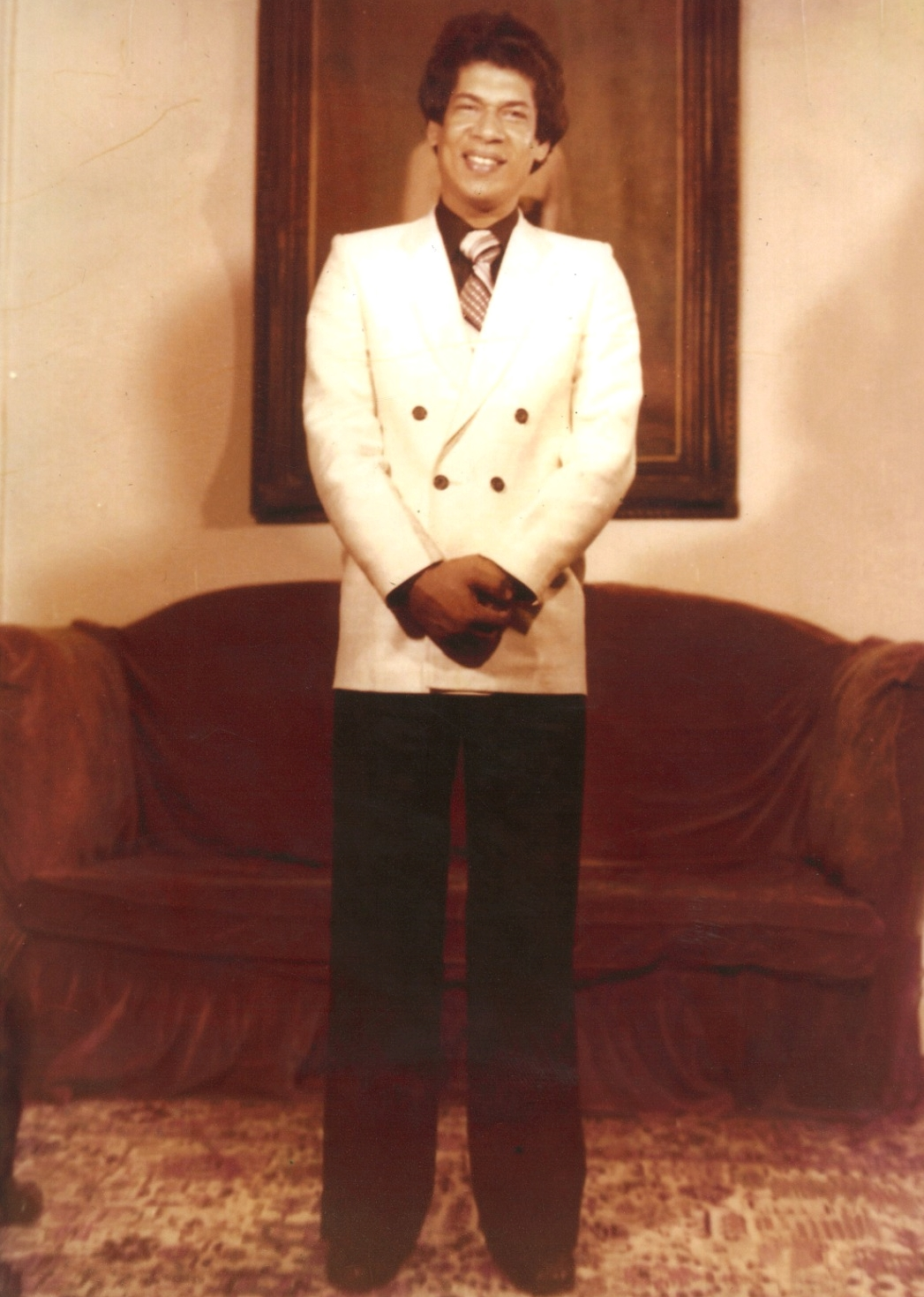
Счастливый поэт в Лондоне в 1970-е годы

Судьба заключенных из Кувейта так и не была достоверно установлена. По предположению правительства США, они были казнены вскоре после окончания войны в Персидском заливе. Однако мнение США было иным до вторжения в Ирак в 2003 году; фактически освобождение заключенных упоминалось главным образом как второстепенная причина для начала вторжения. В течение 1990-х годов в арабских средствах массовой информации периодически можно было видеть случайные кадры, запечатлевшие Абдул-Джалила и других заключенных, то в одном, то в другом месте.
Останки Абдул-Джалила были эксгумированы из неглубокой братской могилы в пустыне рядом с Кербелой в июле 2004 года. Он был опознан по сохранившейся на его традиционной кувейтской робе бирке, на которой было указано имя его портного, а также по результатам нескольких ДНК-тестов. В
свидетельстве о смерти, выданном Министерством здравоохранения Кувейта в июне 2006 года, указано, что к моменту обнаружения его останков он был мертв в течение более чем десяти лет. Однако результаты проведенного
Министерством внутренних дел ДНК-теста, полученные семьей Абдул-Джалила, показали, что останки принадлежат мужчине возрастом чуть старше 50 лет: столько лет было бы ему примерно во время вторжения США в 2003 году.
Сын Абдул-Джалила Фарес аль-Аядхи провел множество бесед с людьми, утверждающими, что видели его отца после пленения, включая случай непрямого общение с человеком, уверяющим, что он являлся начальником тюрьмы в окрестностях Басры,
где содержался аль-Аядхи. По информации, полученной младшим аль-Аядхи, которая не была ни подтверждена, ни
опровергнута властями Кувейта, Абдул-Джалил и некоторые другие заключенные были особенно ценны для
правительства Саддама и удерживались живыми в течение нескольких лет.Аль-Аядхи полагает, что его отца держали сначала в Мосуле, затем в районе Багдада и, наконец, перевели в тюрьму недалеко от Басры. Как сообщил человек, который, по мнению Фареса аль-Аядхи, был начальником последней тюрьмы, в которой содержался его отец, Абдул-Джалил и другие выжившие военнопленные были приговорены к смертной казни незадолго до начала вторжения США в марте 2003 года, вывезены в пустыню и расстреляны.
Тело Абдул-Джалила было возвращено в Кувейт, где он был похоронен 20 июня 2006 года на кладбище Сулайбихат в Эль-Кувейте. Церемонию посетили исполняющий обязанности премьер-министра, министр обороны, министр внутренних дел, а также некоторые другие официальные лица правительства.

## Надгробная речь над могилой поэта
20 июня 2006 года в Кувейте Файек Абдул-Джалил был официально объявлен мучеником после того, как Мохаммед Нассер аль-Саноуси, занимавший в тот момент пост министра информации Кувейта, произнес:
«Воистину, Файек Абдул-Джалил никогда не покидал нас и никогда не оставлял наши сердца и мысли. Он – луч, который занял свое место среди сияющего столпа света, которым сияют наши мученики. Поэт-мученик стал великим, чудесным национальным символом, который сквозь года будет превозносить нас среди других наций и народов».